# Modern Pimpernel
A Modern Pimpernel (Eredeti címe: „Pimpernel” Smith, az Egyesült Államokban: Mister V) 1941-ben bemutatott náciellenes brit film. A filmet rendezte, és a főszerepet Leslie Howard játssza. A film Orczy Emma A Vörös Pimpernel című, a francia forradalom alatt játszódó regényének, illetve a belőle  készült a filmnek az 1930-as évekbe, náci környezetbe helyezett filmváltozata.

## Cselekmény
|  | Alább a cselekmény részletei következnek! |

1939 tavasza. Horatio Smith (Leslie Howard) régészprofesszor egy angliai egyetemen. Különc, flegma és rendkívül szórakozott. Nőgyűlölő, egyetlen nő iránt érez csak vonzalmat, ez Aphrodité görög istennő általa megtalált szobra. A nyári szünet idejére több helyszínes ásatást szervez Németországba, ahol egy korábbi árja kultúra nyomait tervezi keresni. Az útra néhány tanítványa is elkíséri.
Útjának valódi célja azonban üldözésnek kitett tudósok, művészek megszöktetése az országból. Ezúttal egy réten kubikosként dolgoztatott művészt ment meg. Hogy közel férkőzhessen hozzá, madárijesztőnek álcázza magát. Az őr azonban – a rabok előtt a hatalmát fitogtatva – tréfából rálő, és eltalálja. A szöktetést ennek ellenére végrehajtja, azonban sebesülése miatt tanítványai előtt lebukik, ezután együtt folytatják a kettős játszmát. Kiderül, a professzor már egy ideje kettős életet él. Egyik énje a különc tudós, másik pedig a rettenthetetlen szabadító.
Von Graum tábornok és birodalmi miniszter nagyon megelégeli a sorozatos szöktetéseket, minden követ megmozgat, hogy megtalálja a szökevények segítőjét. A madárijesztő ruhájának zsebében egy meghívó letépett darabját találják. Kiderítik, hogy a berlini brit nagykövet estélyére szól. Odaküld egy csinos beszervezett ügynöknőt, hogy próbáljon meg nyomra bukkanni. Ő azonban a szürke és jelentéktelen professzort észre sem veszi a társaságban. Őt viszont nagyon is észreveszi a professzor egyik tanítványa. Beszélgetni kezd vele, némi pezsgő hatása alatt már apró célzásokat is tesz a professzor valódi személyiségére.
Noha komoly bajba is keveredhetnének, szerencsére az ügynöknő is csak zsarolás hatására vállalta a nyomozást, édesapja táborból való elengedését kilátásba helyezve vették rá a szerepre. Felfedi magát a professzor előtt, valamint kéri, segítsen édesapját és őt külföldre juttatni. Az álruhákban és szerepekben igen járatos professzor a náci eszméket Amerikában népszerűsítő Amerikai Bund vezetőjének és Göbbels személyes ismerősének mondva magát bejut a táborba, hogy úgymond a legnagyobb amerikai lapok újságírói cikket írhassanak az ott látható kitűnő állapotokról és boldog foglyokról. A vele tartó amerikai újságírók valójában a tanítványai. A trükkösen végrehajtott mentés sikerül, de Von Graum már gyanakszik a régészre.
Még Von Graum megérkezése előtt mindenki átjut a határon, őt azonban foglyul ejtik. Von Graum közli vele, másnap reggel indul a támadás Lengyelország ellen, eljött a német világuralom kezdete. Ő azzal válaszol vissza, hogy ezzel Németország megindul egy olyan sötét úton, ahol sem megállni, sem visszafordulni nem lehet, de csak a teljes pusztulásba visz. Továbbá közli, tegyenek vele amit akarnak, 28 élete van, ennyi embert mentett már ki a birodalomból. A dühös Von Graum egyedül odakíséri közvetlenül a határvonalhoz. Abban reménykedik, hogy a professzor szökni próbál és ezért személyesen lelőheti. Ő azonban egy pillanatnyi kavarodásban eltűnik az éjszakában. Még hallják a hangját: „visszajövök, mindnyájan visszajövünk”.
|  | Itt a vége a cselekmény részletezésének! |

## Szereplők
| - Leslie Howard – Horatio Smith, különc brit régészprofesszor (Sztankay István) - Francis L. Sullivan – von Graum, német tábornok és államminiszter (Inke László) - Mary Morris – Ludmilla Koslowski, A Gestapo számára dolgozó lengyel ügynöknő (Szerencsi Éva) - Hugh McDermott – David Maxwell (Szakácsi Sándor) - Raymond Huntley – Marx (Gelley Kornél) - Manning Whiley – Bertie Gregson (Benkő Péter) - Peter Gawthorne – Sidimir Koslowski, lágerbe küldött lengyel tudós (Benkő Gyula) - Allan Jeayes – Dr. Beckendorf (Hadics László) - Dennis Arundell – Hoffman (Végvári Tamás) - Joan Kemp–Welch – Teacher (Dallos Szilvia) - Philip Friend – Spencer (Papp Zoltán) - Laurence Kitchin – Clarence Elstead (Mikó István) - David Tomlinson – Steve (Józsa Imre) - Basil Appleby – Jock MacIntyre (Straub Dezső) - Percy Walsh – Dvorák, sörözőtulajdonos (Szabó Ottó) - Roland Pertwee – Sir George Smith (Rátonyi Róbert) - A.E. Matthews – Earl of Meadowbrook (?) - Aubrey Mallalieu – az egyetem idős dékánja (Miklósy György) - Ernest Butcher – Weber (Kéry Gyula) - Ben Williams – Graubitz (Márton András) | - Hector Abbas – Karl Meyer (Bálint György) - Oriel Ross – Lady Willoughby (Balogh Emese) - George Street – Schmidt (Szokolay Ottó) - Mary Brown – lány hallgató az egyetemen (Frajt Edit) - Arthur Hambling – Jordan (?) - W. Phillips – német fogadós a határmentén (Erdődy Kálmán) - Ilse Bard – Gretchen (?), pincérnő a határmenti fogadóban - Ernest Verne – német tiszt (Horváth László) - Neal Arden – munkaszolgálatos (Sörös Sándor) - Richard George – a munkaszolgálatosok őre (Buss Gyula) - Roddy Hughes – Zigor (Szatmári István) - Hugh Pryse – Wagner (Harkányi Endre) - Bryan Herbert – Jaromir (?) - Suzanne Clair – eladólány a drogériában (Borbás Gabi) - Charles Paton – Steinhof (Gyenge Árpád) - Michael Brennan – őr a koncentrációs táborban (Kiss Gábor) - Arthur Denton – titkosrendőr (Ujréti László) - Vincent Holman – a Berlini Múzeum munkatársa (Képessy József) - Michael Rennie – tiszt a koncentrációs táborban (Kovács István) - Charles Rolfe – német tiszt a határon (Vogt Károly) |

További magyar hangok: Antal László, Felföldi László, Fonyó István, Füzessy Ottó, Garics János, Kránitz Lajos, Láng József, Makay Sándor, Szoó György, Varga T. József

## A film hatása
Széles körben elterjedt nézet, hogy a film inspirálta  Raoul Wallenberg svéd diplomatát, amikor Budapesten az üldözötteket menekítette, bár erre nincsenek bizonyítékok.
Egyes vélemények szerint Leslie Howard miatt lőtték le a nácik a DC–3-as repülőgépet, amin utazott. Más vélemények szerint a németek tévesen úgy vélték, Winston Churchill utazik a gépen.

## Hibák
- A filmben következetesen egybemosták a Wehrmacht, Gestapo, SS és rendőrség szervezeteket.
- Az SS halálfejes jelét és több helyen a horogkereszteket tévesen ábrázolták.
- A korabeli német határőrizet szintjét, a koncentrációs táborok rossz viszonyait és a birodalomból való szökés nehézségeit erősen alulbecsülték.
- A film hatodik percében a birodalmi propagandaminisztérium közli, nincsenek szöktetések, a náci Németországból senkinek nincs se oka, se lehetősége elmenekülni. A náci Németország kifejezés hivatalos német forrásban elképzelhetetlen volt, helyette a Harmadik Birodalom, esetleg új Németország  kifejezést használták.

## Hasonló filmek
A háború korai időszakában két hasonló témájú film is készült.
- A diktátor (The Great Dictator) (1940)
- Lenni vagy nem lenni (To Be Or Not To Be) (1942)